# Policia Nacional d'Ucraïna
La Policia Nacional d'Ucraïna és una de les forces de seguretat d'Ucraïna. La seva missió és servir la societat assegurant la protecció dels drets humans i les llibertats, combatent el crim, mantenint l'ordre i la seguretat pública. Les activitats de la Policia Nacional estan dirigides i coordinades pel Consell de Ministres d'Ucraïna a través del Ministre de l'Interior. Dins dels límits de les seves competències, el President d'Ucraïna dirigirà les activitats de la policia directament o a través del Ministre de l'Interior, els caps dels òrgans territorials del Ministeri de l'Interior i els caps de cada departament de policia.
Segons enquestes, entre 2017 i 2018 el nivell de confiança pública en la policia nacional d'Ucraïna va ser del 30-45%.

## Caps de la Policia Nacional d'Ucraïna
- Khatia Dekanoidze (2015-2016)
- Vadim Trojan (2016-2017)
- Serguei Kniazev (2017-2019)
- Ihor Klimenko (2019-2023)
- Ivan Vyhivskii (2023-avui)[4]